# Gare du Grand-Jardin
La gare du Grand-Jardin est une halte ferroviaire française de la Ligne de Lisieux à Trouville - Deauville, située à proximité du centre-ville de Lisieux dans le département du Calvados en région Normandie.
Cette halte est créée en 1879 par la Compagnie des chemins de fer de l'Ouest.
C'est une halte de la Société nationale des chemins de fer français (SNCF), desservie par des trains TER Normandie.

## Situation ferroviaire
Établie à 53 mètres d'altitude, la halte du Grand-Jardin est située au point kilométrique (PK) 191,477 de la ligne de Lisieux à Trouville - Deauville entre les gares de Lisieux et de Pont-l'Évêque.

## Histoire
La Compagnie des chemins de fer de l'Ouest ouvre à l'exploitation, le 1er juillet 1858 la première section, de Lisieux à Pont-l'Évêque, de sa ligne de Lisieux à Honfleur. La gare de Lisieux étant établie au sud de la ville, la voie qui se dirige vers le nord passe sous la ville par un tunnel de 980 m de long et le seul arrêt, entre les deux gares d'extrémité, est la gare du Breuil - Blangy.
Les travaux de création d'une halte au lieu dit le Grand-Jardin débutent au mois de juin 1879 à proximité de la tête nord du tunnel.
En 2012, d'importants travaux de rénovations sont effectués. Le chantier consiste à détruire les anciennes installations, et à mettre en place d'une nouvelle infrastructure pour un coût de 271 000 €.

## Fréquentation
De 2015 à 2022, selon les estimations de la SNCF, la fréquentation annuelle de la gare s'élève aux nombres indiqués dans le tableau ci-dessous.
| Année                      | 2015   | 2016   | 2017   | 2018   | 2019   | 2020   | 2021   | 2022  | 2023  |
| -------------------------- | ------ | ------ | ------ | ------ | ------ | ------ | ------ | ----- | ----- |
| Voyageurs et non voyageurs | 23 324 | 23 684 | 30 546 | 27 263 | 29 111 | 15 895 | 12 044 | 8 324 | 8 730 |

## Service des voyageurs

### Accueil
Halte SNCF, c'est un point d'arrêt non géré (PANG) à entrée libre.

### Desserte
Le Grand-Jardin est desservie par des trains TER Normandie qui effectuent des missions entre les gares de Trouville - Deauville et Lisieux.

### Intermodalité
Astrobus (bus urbains) aux arrêts Grand Jardin (ligne 1) et Buissonets (ligne 3). Bus verts du Calvados (bus interurbains) aux arrêts Grand Jardin (lignes 52, 53 et 57) et Buissonets (lignes 50 et 51).